# Idaea depravata
Idaea depravata là một loài bướm đêm trong họ Geometridae.